# 中国驻吉尔吉斯大使馆爆炸案
中国驻吉尔吉斯大使馆爆炸案，是2016年8月30日发生在中华人民共和国驻吉尔吉斯大使馆内的一起自杀式汽车炸弹爆炸案。

## 简介
当地时间2016年8月30日上午9时30分左右，一辆载有炸弹的三菱得利卡汽车冲进位于吉尔吉斯首都比什凯克南部的中国驻吉尔吉斯大使馆内，在行驶约50米后引爆车上的炸弹。爆炸现场发现一具尸体，后经证实为袭击者本人，至少3名使馆工作人员受伤，现场被吉警方封锁。吉尔吉斯紧急服务机构指出，爆炸发生后，中国大使馆及邻近的美国大使馆都疏散了人员。根据现场曝光的画面，可见建筑物损毁状况严重，有外墙被震至伤痕累累，地上遍布玻璃碎和石头碎块，一扇位于入口处的门被撞破，还能看见一股烟雾。有报道指，炸弹威力相等于6至7公斤或以上的TNT炸药。

## 伤亡
爆炸导致嫌疑人当场死亡，受伤的3人中有2人为使馆警卫、1人为园丁，根据吉方证实，伤者均为吉尔吉斯公民。吉尔吉斯总理新闻处8月30日向俄新社表示，中国外交官并未在中国大使馆爆炸期间受伤。但是据中国中央电视台记者和使馆大使秘书确认，有使馆馆员家属受伤，目前伤者都在医院接受治疗，但并没有透露中方具体的受伤人数。

## 调查情况
吉尔吉斯总统阿尔马兹别克·阿坦巴耶夫当地时间8月30日下午下达指示，要求吉各强力部门立即彻查针对中国驻吉使馆的爆炸袭击事件。副总理热尼什·拉扎科夫表示，中国驻吉使馆大门系被自杀式袭击者冲撞。据吉安全部门不愿透露姓名的官员表示，吉强力部门正在根据尸体遗骸提取DNA，以进一步确定袭击者身份。同时，吉强力部门正在调取参与袭击车辆近日在吉境内的通行情况。根据吉尔吉斯内政部数据显示，这是一次恐怖袭击。。
吉尔吉斯斯坦国家安全委员会新闻处称，袭击者是佐伊尔·哈利洛夫（祖里拉•哈利莫夫），东突主义者，1983年生，维吾尔族，拥有塔吉克斯坦护照，在叙利亚活动。背后是活跃在叙利亚的、属于努斯拉阵线的维吾尔组织。叙利亚恐怖组织“Dzhebhat EN-Nusra”（“波利萨里奥帮助伟大的叙利亚人民”）的使者通过“统一圣战组织和基地圣战组织”的阿布•萨罗哈下达指令并为此举提供了资金支持。通缉吉尔吉斯斯坦人奥什·伊佐基洛·萨提巴耶夫，此人在叙利亚经过恐怖袭击培训，6月16日持塔吉克斯坦护照进入吉尔吉斯斯坦。吉尔吉斯斯坦KABAR通讯社援引该国国家安全委员会报道，吉方要求土耳其交出正在伊斯坦布尔的事件同谋，其中一人将恐怖分子调往叙利亚。他们从伊斯坦布尔协调资助袭击。袭击者在土耳其被招募，招募他的人名叫布尔汉特迪纳•扎穆图拉耶夫，持塔吉克斯坦护照。
吉尔吉斯斯坦警方已经将涉案的5名嫌犯拘捕，另有4人在逃，警方已发出国际通缉令。

### 分析猜测
事后，众多媒体和专家分析将凶嫌指向中国新疆的分离势力。英国《卫报》认为，此次袭击有可能是与中国分离势力有关的武装分子所为。英国皇家三军研究所国际安全研究主任潘睿凡（Raffaello Pantucci）指出，这次袭击似乎专门针对中国大使馆，因为中国大使馆并不在市中心。俄罗斯现代阿富汗问题研究中心专家维尔霍杜洛夫表示，袭击中国驻吉大使馆唯一获益者是在吉尔吉斯和南高加索地区活动的“东突”组织。俄罗斯中亚问题专家杜勃诺夫也表示，此次恐怖袭击事件最有可能是“东突”分裂势力实施的。中国现代国际关系研究院院长特别助理李伟在接受《环球时报》记者采访时表示，这是中国驻外使领馆首次遭到自杀式汽车炸弹袭击，这起袭击很有可能是“东伊运”所为。
吉尔吉斯斯坦《国家战略问题》杂志主编阿日达尔•库尔托夫对此评论称：“很多人在猜测是恐怖组织还是分离组织所为，实际上在中亚和中东错综复杂的恐怖组织之间都有千丝万缕的合作，已经形成了一个实力强大的恐怖组织联合体，正在威胁整个世界的安全，不是只针对某个国家。”

## 各方反应
爆炸发生当天，吉尔吉斯副总理热尼什·拉扎科夫随即赶往中国驻吉尔吉斯大使馆善后。吉总统新闻局随后发布消息称，总统阿尔马兹别克·阿坦巴耶夫责令国家安全委员会主席和内务部长彻底调查爆炸事件。8月31日是吉脱离苏联独立25周年纪念日，吉政府准备加强安全措施。
2016年8月30日下午，中国外交部发言人华春莹在记者会上就中国驻吉使馆遇袭事件做出回应。她表示，“中方深感震惊并严厉谴责这一极端暴力行径。”吉方公布调查情况，将中国驻吉使馆的汽车爆炸定性为自杀性恐怖袭击事件后，华春莹又表示，“中方对这起严重恐怖袭击事件予以强烈谴责。”“恐怖主义是国际社会的公敌，是本地区国家面临的最严重威胁。”“中方同样是恐怖主义受害者，将在双边和上海合作组织框架内加大同吉方等地区国家的反恐合作，坚决打击一切形式的恐怖主义，切实维护中方驻有关国家机构和人员安全，切实维护地区安全稳定。”华春莹表示，中国外交部已于第一时间启动应急响应机制，中方已要求吉方立即采取一切必要措施，确保中国在吉机构和人员安全，并迅速彻查事件真相，严惩凶手。
2016年9月1日（纽约当地时间），联合国安理会发表媒体声明，严厉谴责中国驻吉尔吉斯大使馆遭恐怖袭击事件，称该事件“令人发指”，并要求将肇事者绳之以法，同时敦促所有国家依照国际法义务及联合国安理会决议，积极同有关政府配合。联合国安理会成员重申，任何形式的恐怖主义均是对国际和平与安全的最严重威胁之一，恐怖主义行为无论其动机如何以及在何时间地点由何人所为，均为犯罪行为而且无可开脱。